# شهرستان لینیوو
شهرستان لینیوو (به لاتین: Linyou County) یک منطقهٔ مسکونی در چین است که در باوژی واقع شده‌است.